# Lina Termini
Carmela Termini, detta Lina (Agrigento, 11 gennaio 1918 – Torino, 21 aprile 2004), è stata una cantante italiana, attiva durante gli anni della seconda guerra mondiale.
Nella sua breve carriera canora si esibì e incise per le orchestre Angelini e Barzizza, e divenne nota per brani come Una romantica avventura e Ma l'amore no.

## Biografia
Agrigentina ma cresciuta a Torino per via del lavoro di suo padre ferroviere, studiò al conservatorio cittadino e prese parte nel gennaio 1939 al concorso per voci nuove Gara nazionale per gli artisti della canzone indetto dall'EIAR nel capoluogo piemontese, risultando tra le vincitrici avviate alla carriera canora radiofonica: debuttò nel febbraio successivo in una trasmissione musicale cantando per l'orchestra del maestro Barzizza.
Ancora con l'orchestra Barzizza incise diversi brani, tra i quali Una romantica avventura; seguì il direttore nei suoi continui spostamenti per l'Italia, dapprima a Bologna e poi a Montecatini, a causa della guerra; dal 1941 iniziò a cantare anche per l'orchestra del maestro Angelini e incise altri brani di successo, oltre a esibirsi per i militari impegnati nel conflitto.
Di tale periodo sono canzoni come Lilì Marlene, Ma l'amore no, Sempre e altre.
Nel 1940 era apparsa nel ruolo di sé stessa nel film-documentario di Giacomo Gentilomo dedicato all'EIAR Ecco la radio!, unico suo ruolo cinematografico accreditato.
Cessò l'attività nel 1944 dopo il matrimonio con Francesco Guerra (1917–1998) con cui ebbe una figlia; visse a Torino fino alla morte avvenuta a 86 anni nel 2004 e comunicata a esequie avvenute.

## Filmografia
- Ecco la radio!, regia di Giacomo Gentilomo (1940)
- Una romantica avventura, non accreditata, regia di Mario Camerini (1940)
- …wie einst Lili Marleen, non accreditata, regia di Paul Verhoeven (1956)

## Discografia parziale
- 1939 – Con te (Parlophon, GP 92775)
- 1939 – Tu sei bella come il cielo (Parlophon, GP 92775)
- 1939 – Nel cielo c'è una canzone d'amore/Ricordami (con Michele Montanari, Parlophon, GP 92829)
- 1939 – È troppo bello per essere vero (Parlophon, GP 92830)
- 1939 – Una sola parola (Parlophon, GP 92830)
- 1939 – Vecchia canzone d'amore/Ultimo amore (Parlophon, GP 92831)
- 1939 – Nuvole di fumo (Parlophon GP 92857)
- 1939 – Viole nel pensiero (Parlophon, GP 92859)
- 1939 – Mailù (con Michele Montanari, Parlophon  GP 92871)
- 1939 – Poche sillabe (Parpholon GP 92871)
- 1939 – Canzone d'Haway/Sempre… sempre (Solo lato B, Parlophon, GP 92934)
- 1939 – Signora Illusione/Mustafà (Solo lato A, Parlophon, GP 93032)
- 1939 – Serenata del cuore/Cucù… cucù… (con il Trio Lescano, lato B, Parlophon, GP 93082)
- 1939 – Sul mare silente/Non canto per nessuno (Parlophon, GP 93167)
- 1940 – Partirai? (Parlophon GP 92990)
- 1940 – Giardino d'inverno (Parlophon GP 93113)
- 1940 – Sai cosa vuol dire (Ich liebe Dich) (Parlophon GP 93156)
- 1940 – Senza domani (Parlophon GP 93170)
- 1940 – Mentre suonavi Chopin (Cetra IT 787)
- 1940 – Tornerò dove vuoi tu (Cetra IT 790 e DC 4161)
- 1940 – Fiore di montagna (con Alfredo Clerici, Cetra IT 835)
- 1940 – Carmencita/Serenata a Juanita (con Alfredo Clerici, lato B, Cetra, IT 852)
- 1940 – Una romantica avventura/Macariolita (Cetra, IT 869)
- 1940 – La canzone di tutti/Dove ti incontrai (Cetra, IT 880)
- 1940 – Alba triste (Cetra IT 898)
- 1940 – Azzurro (Cetra IT 914)
- 1940 – Sento nel cuor (Cetra IT 986)
- 1941 – La paloma/Vieni sul mar (con Ernesto Bonino, lato B, Cetra, DC 4031)
- 1941 – Ti vorrei dimenticare/Prendetemi per la mano (Cetra, IT 861)
- 1941 – Lilì Marlen/Caro papà (Lato A, Cetra, DC 4004 ristampato nel 1942 come IT 1186)
- 1941 – Tutto passa e si scorda/Fiocco di lana (Cetra, DC 4137)
- 1941 – Una romantica avventura/Fammi sognare (Cetra, DC 4160)
- 1942 – Adorazione/Canta il ruscello (con Alfredo Clerici, lato B, Cetra, IT 1094)
- 1942 – Bionda mia bella bionda/La pupa della nonna (con Silvana Fioresi, lato B, Cetra, IT 1100)
- 1943 – Ma l'amore no/La porta chiusa (Cetra, DC 4177)
- 1944 – Venezia, la luna e tu/Canta il ruscello (con Aldo Donà e Oscar Carboni, Cetra, DC 4302)